# Mahmatlı, Niğde
Mahmatlı là một xã thuộc huyện Çamardı, tỉnh Niğde, Thổ Nhĩ Kỳ. Dân số thời điểm năm 2011 là 436 người.